# 第14届中国电视剧飞天奖
第14届全国电视剧“飞天奖”颁奖晚会，于1994年11月10日晚在南京五台山体育馆举行，主题为“春兰吐蕊，飞天起舞”，中央电视台一套、江苏电视台现场直播，由中央电视台主持人赵忠祥、江苏电视台主持人李慧萍、程晓玲共同担任晚会的主持。表演嘉宾包括李谷一、那英、张咪等。

## 获奖名单

### 长篇电视剧
- 一等奖《大潮汐》《情满珠江》
- 二等奖《潮起潮落》《大进攻序曲》《神禾塬》《北京人在纽约》
- 三等奖《针眼警官》《大雪小雪又一年》《颍河故事》《喂，菲亚特》《离别广岛的日子》

### 中篇电视剧
- 一等奖《豫东之战》
- 二等奖《走进香巴拉》《神圣的军旗》《凤凰琴》
- 三等奖《山野》《在部落的废墟这边》《姊妹坡》《过把瘾》《小墩子》
- 提名荣誉《狂飙》《大地缘》

### 短篇电视剧
- 一等奖《一个医生的故事》
- 二等奖《戈公振》《一个姑娘三个兵》
- 三等奖《灯人》《在其香居茶馆里》《回归爱的世界》

### 戏曲电视剧
- 一等奖《钟馗》
- 二等奖《法门众生相》《明月照母心》
- 三等奖《一鸟九命》《玉堂春》

### 戏曲短篇电视剧
- 一等奖空缺
- 二等奖《汉宫怨》《孙成打酒》
- 三等奖《拉郎配》《欲海狂潮》《九美狐仙》

### 短剧、小品
- 一等奖《大上海出租车》
- 二等奖《如饥似渴乐家庭》

### 少儿电视剧
- 一等奖《只要你过得比我好》
- 二等奖《猴娃》《童年周恩来》
- 三等奖《快乐的小伙伴》

### 少儿短篇电视剧
- 一等奖《嗨，中学生》
- 二等奖《矿山小英雄》《零花钱》
- 三等奖《99只小白鸽》《风铃小语》《媛媛和妮妮》

### 优秀译制片
- 《巴女斯特拉》（美）
- 《开出租车的姑娘》（法）
- 《浮尘儿女》（美）

### 单项奖
- 优秀编剧：周振天、崔京生《潮起潮落》
- 优秀导演：王进、袁世纪《情满珠江》
- 优秀男主角：王志文《过把瘾》
- 优秀女主角：左翎《情满珠江》
- 优秀男配角：肖荣生《大潮汐》
- 优秀女配角：普超英《情满珠江》
- 优秀美术奖：《戈公振》
- 优秀摄影奖：《北京人在纽约》
- 优秀照明奖：《在部落的废墟这边》
- 优秀剪辑奖：《北京人在纽约》
- 优秀录音奖：《小墩子》
- 优秀音乐奖：《神禾塬》
- 表演荣誉奖：李纬《神禾塬》、裴艳玲《钟馗》